# Echinorhynchoides dogieli
Echinorhynchoides dogieli är en hakmaskart som beskrevs av Achmerov, et al 1941. Echinorhynchoides dogieli ingår i släktet Echinorhynchoides och familjen Cavisomidae. Inga underarter finns listade i Catalogue of Life.